# RailSim
RailSim（レールシム）とは、おかづ（木下直紀）が開発・公開しているフリーウェアの3D鉄道シミュレーターである。2010年8月にオープンソース化された。

## 概要
3D空間上に自由にレイアウトを作成し、鑑賞することを目的とした鉄道シミュレーターとして開発された。電車でGO!にある本格的な運転要素やA列車で行こうシリーズのような経営要素はなく、線路・車両・建造物等の配置によって景観を構築することに主眼が置かれている。これらの設置物はプラグインにより追加することが可能となっているほか、3Dモデリングと構文の知識があればユーザーの手によって自作することも可能となっている。
プラグインは多くのユーザーによって作成され、インターネット上で公開されるようになった。また、開発者のおかづ自身もユーザー向けの支援ツールを制作している。開発者とユーザーの間、およびユーザー同士の交流も盛んに行われ、ウェブサイトや電子掲示板、SNSを通じたコミュニティが拡大することとなった。

## 特徴
プラグイン
車両・駅舎・施設・地形・レールをはじめとした構造物は、前述のとおりプラグインとして追加することができる。プラグインは自作することが可能であり、拡張性の高さがRailSimの最大の特徴となっている。
レイアウト
線路は直線・曲線だけでなく勾配や高低差を含んだ配置が可能であり、立体交差を含む線路網を構築できる。時間経過の概念もあり、列車や駅に対してダイヤを設定することも可能となっている。
グラフィック
風景の描画にはDirect3Dが用いられており、影や夜景も表示可能である。モデルデータのアニメーションにより、開閉する客用扉や振り子式車両などの再現が可能となった。また、スクリーンショットや連番BMPによる動画の撮影機能も実装されている。
ネットワーク接続
インターネットなどを通して他のユーザーと接続することにより、鉄道模型の運転会のように1つのレイアウト上で複数の列車を個別に運転することができる。

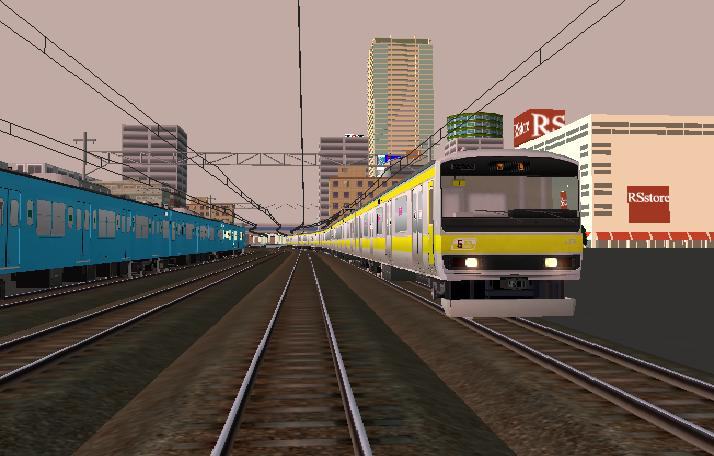
鉄道の他にも施設などの設置も可能
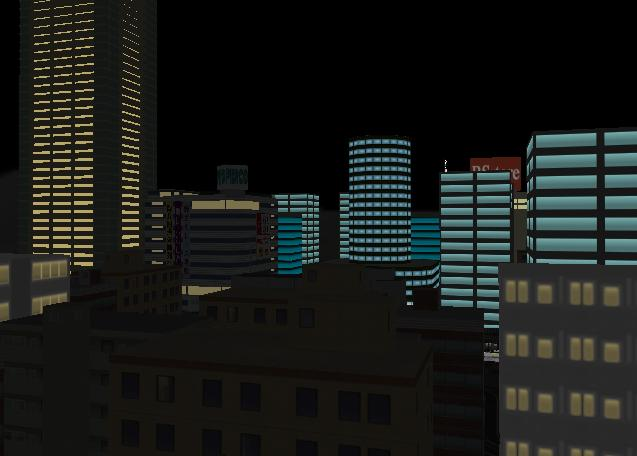
夜間発光も可能
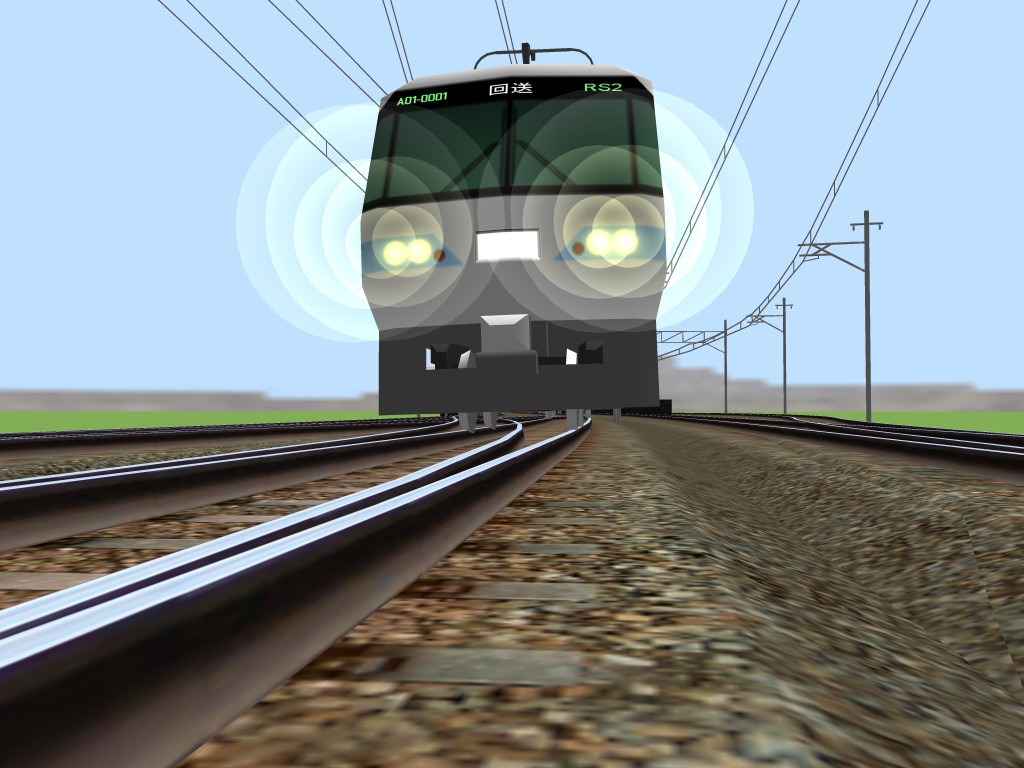
さまざまな視点で観察可能。

## 歴史
- 2003年11月16日 - 初版のVersion 1.00を公開。
- 2007年3月24日 - 「RailSim II」の初版としてVersion 2.00を公開。
- 2009年7月24日 - インプレスジャパンより、RailSim2の入門書『3D鉄道シミュレーション RailSimⅡでマイ列車を走らせよう』が発売。本書オリジナルのプラグインも収録されている。
- 2010年8月15日 - RailSim IIにLGPLライセンスが適用されオープンソース化。

### RailSim I
2003年11月16日初版リリース。
以降、数々の更新を経て新機能の追加と不具合の修正が行われた。Version 1.xxシリーズの最終版は2006年11月16日リリースの1.42で、その後のバージョンアップは後述のRailSim IIへ移行した。

### RailSim II
2007年3月24日に公開。ソースコードが一から書き直されており、プラグインを含めた各種機能が大幅に拡張された。旧バージョン向けのプラグインも一部を除き互換性が確保されている。

## RailSim2 -k-build
-k-buildが開発・配布している独自拡張版。
60fps化、64bitOS対応等の本体機能強化及びプラグインの仕様拡張が施されている。プラグインの拡張仕様のために対応定義ファイルの優先読み込み機能も備える。新バージョンリリースは基本的に祝日に行われるが、緊急性のあるものはこの限りでない。
最新版は2021年7月14日リリースの210714版である。